# Медаља западног бедема
Медаља западног бедема је била немачка медаља додељивана за заслуге код градње одбрамбених положаја на западној граници Немачке (види: Зигфрид линија) пре и за време Другог светског рата.

## Историја одликовања
Одликовање је било установљено 2. августа 1939. и било је намењено свим цивилним особама које су градиле и пројектовале одбрамбене положаје на немачкој западној граници, као и војницима који су ту стационирани пред мај 1940. Дана, 31. јануара 1941. је престала да се додељује, да би поново почели са доделом 10. октобра 1944, када су поново Немци кренули са утврђивањем западног бедема. Укупно је додељено 622.064 медаља.

## Опис
Медаља је кована из бронзаних легура, и била је овалног облика. Предња страна руба била је оивчена венцем храстовог лишћа. На горњем делу предње стране налазио се орао који држи у канџама свастику. Испод орла су били укрштени мач и лопата а испод њих се налазио бункер. На задњој страни медаље налазио се текст — Für arbeit zum schtze deutsch lands — за рад у одбрани немачке. Медаља је димензије: 40 милиметра у висини и 33 милиметра у ширину.
Медаља је висила на трацу златне боје са две беле црте на рубовима. Постојала је и лента за закачивање са годином 1944. за носиоце медаље који су је примили 1939, 1940. и 1941. 

## Материјал употребљен при изради
Раније медаље су биле израђене од бронзаних легура а касније од цинка па префарбане бронзом.

## Критеријум за додељивање медаља
Медаља се додељивала радницима и војницима који су били у служби на Зигфид линији. Додељивање није било строжих критеријума, о чему говори велики број додељених медаља.

## Додељивање и ношење медаље
Медаља се додељивала заједно са припадајућим документом у папирнатој кеси на којој се налазили исписани име медаље. Она се носила на парадној униформи на левој страни, обично скроз лево, или на цивилном оделу на истом месту.